# Mogenstrup (Zelandia)
Mogenstrup – miasto w Danii, w regionie Zelandia, w gminie Næstved.